# ولي عهد

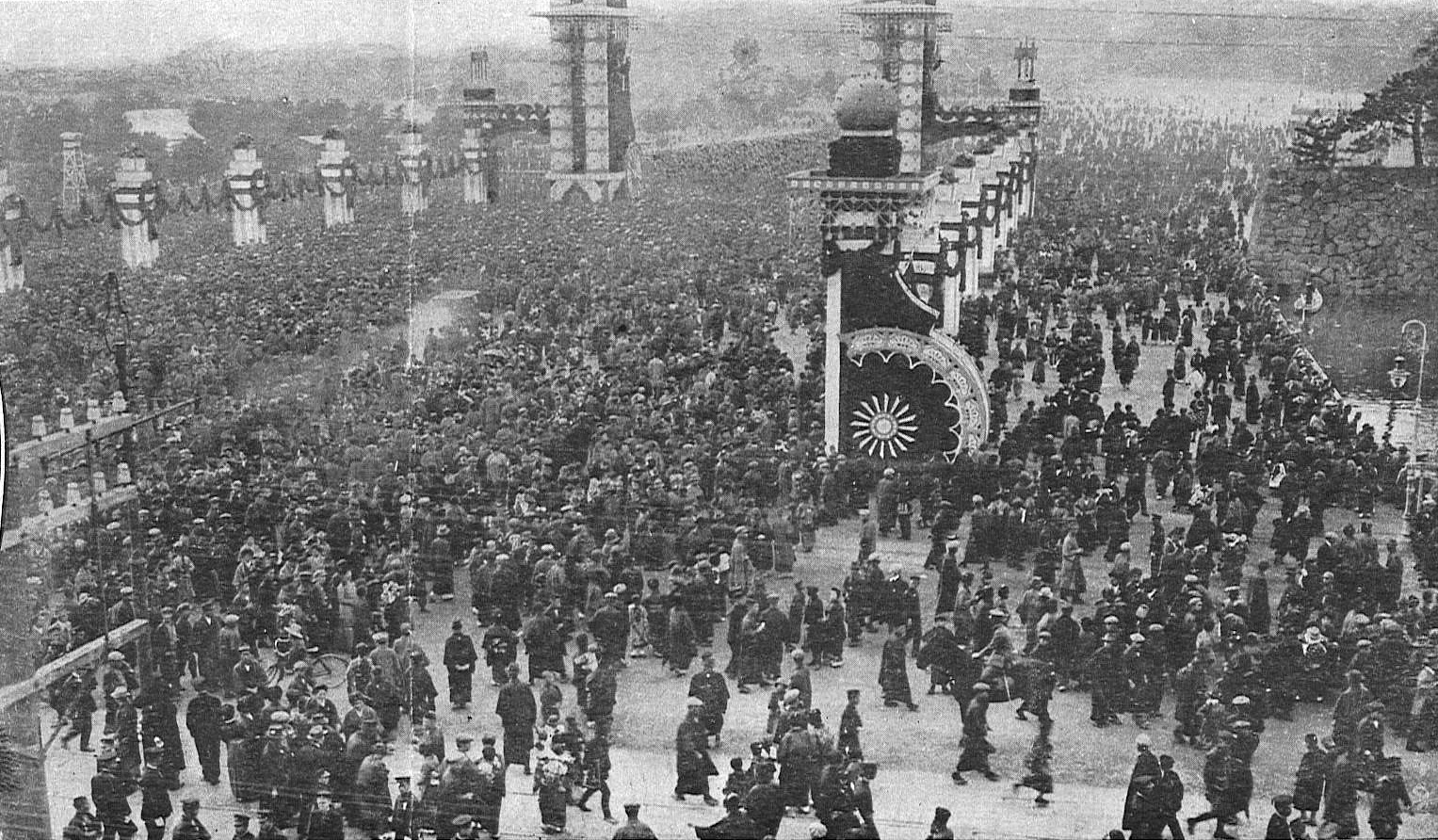
حشود أمام القصر الإمبراطوري في اليابان ينتظرون ظهور ولي العهد هيروهيتو لإعلان اعترافه الرسمي كوريث واضح للعرش الإمبراطوري الياباني -- نيويورك تايمز، عام 1916.

ولي العهد هو الأمير الذي يعين بحكم القوانين أو الأنظمة أو العرف أو القرار الملكي وريثًا للعرش وسيصبح ملكًا بعد وفاة الملك الحالي أو مرضه أو تنازله عن العرش أو خلعه أو إقصائه عن الحكم. وهو منصب موجود في أنظمة الحكم الملكية سواء كانت ملكيات دستورية أو ملكيات مطلقة. وعلى الرغم من أن المنصب يتواجد في الدول الوراثية إلا أن طريقة اختياره ومهامة تختلف من بلد لآخر.

## ولي العهد في العصر الإسلامي
ولي العهد في الإسلام تدل على الشخص الذي يعهد إليه الخليفة أو الحاكم بتولي الحكم بعد وفاته سواء بالنص عليه وحده أو أكثر من شخص. وكانت بداية ظهور ولاية العهد في عهد الدولة الأموية عندما أخذ الخليفة معاوية بن أبي سفيان البيعة لابنه يزيد، واستمرت بعد ذلك. كما انتشر في عهد الدولة العباسية تسمية أكثر من ولي عهد ومنها تسمية الخليفة أبو عبد الله المهدي الذي جعل ولاية عهده أولًا لابنه موسى الهادي ومن بعده ابنه هارون الرشيد، وأيضًا عندما عهد هارون الرشيد بالحكم بعده إلى 3 من أبناءه وهم محمد الأمين وعبد الله المأمون والقاسم المُؤتمن على التوالي إلا أنه أوكل مسألة المُؤتمن لأخيه المأمُون إن شاء أبقاه وإن شاء خلعه من ولاية العهد. أدى ذلك إلى حدوث نزاع وصراع بين الأمين والمأمون حيث أراد الأمين خلع المأمُون لصالح ابنه مُوسى، إلا أن المأمون تمكَّن في النهاية من الانتصار على الأمين وقُتل في الحرب. وبعد تولي المأمون للحُكم، قرر عزل أخيه المؤتمن لصالح عَلِيُّ الرِّضا.

## ولاية العهد الآن
تختلف طريقة اختيار ولي العهد بين الدول، حيث في الدول العربية والإسلامية واليابان على سبيل المثال يكون الحكم فيها للذكور، لذك فإن ولي العهد يجب أن يكون ذكرًا، بينما في الدول الأوروبية فلا يوجد مانع من أن يعتلي العرش امرأة، لذلك فإن ولي العهد يكون في الغالب هو ابن الملك الأكبر سواء كان ذكر أو أنثى.

## تساوي حظوظ الرجل والمرأة في ولاية العهد
راجع: الأقدمية الأبوية
لقد تغيرت بعض القوانين في أوروبا أهمها التي كانت تعطي الأفضلية للذكر، والتي كانت تجبر الملك ان ينجب وريثاً ذكراً حتى يرتاح ويؤمن مملكته ويحفظ شملها، لكن تلك القوانين قضي عليها في أغلب الدول الأوروبية، علما ان الأنثى من قبل كانت تعتلي العرش في حالة واحدة وهي عدم وجود شقيق ذكر لها وهو الحال بالنسبة إليزابيث الثانية وكانت تسلم ولاية العهد والخلافة للفتاة الأكبر سناً بين شقيقاتها.
اما حالياً فيصبح الطفل الأول للملك هو ولي العهد والملك المستقبلي للبلاد بشكل تلقائي دون النظر إلى جنسه، فإن كانت انثى فلن تفقد حقها بولاية العهد بمولد اخاها. وكانت أغلب الدول الأوروبية التي تتبع النظام الملكي وآخرها بريطانيا العظمى، قضت على اسبقية الذكر أو ما يعرف بحق الابن الذكر البكر وقامت بالإقرار ان الابن الأول للملك هو الأحق في وراثة العرش وحمل لقب ولي العهد أي كان جنسه ذكر أم أنثى كهدف لضمان المساواة للجنسين في حمل لقب ولي العهد وتولي العرش مستقبلاً. وتعتبر فيكتوريا ولية عهد السويد والأميرة أماليا من هولندا وأنغريد من الدنمارك وإليزابيث من بلجيكا من المستفيدات من هذا التصليح. أما إسبانيا فيبقى البلد الأوروبي الوحيد الذي لم يغير القانون وما زال يعطي الأسبقية للذكور على الإناث، إذ في حال ما كان لليونور أميرة إسبانيا شقيق ذكر فإنه سيخلف أباه بدلاً منها رغم أن موضوع تعديل القانون بإلغاء اسبقية الذكر تم فتحه أكثر من مرة لكن خمدت النيران حين أنجب فيليبي أمير أستورياس مولوده الثاني أنثى هي الأميرة صوفيا.

## ولاية العهد في الدول العربية
تختلف طريقة اختيار ولي العهد في الدول العربية ذات النظام الملكي، حيث أن هناك دول تكون فيها ولاية العهد بشكل رأسي من الأب إلى الابن ومثال ذلك الأردن والمغرب وقطر والبحرين، بينما هناك دول ولاية العهد فيها أفقيًا مثال السعودية حيث أن ولي العهد منذ وفاة الملك عبد العزيز آل سعود كانت بين الأشقاء، بينما في الكويت فلا يوجد ترتيب لولاية العهد حيث يرشح الأمير أي فرد من ذرية الشيخ مبارك الكبير ويعرض هذا الترشيح على مجلس الأمة للموافقة وإذا رفض المرشح رشح الأمير 3 أشخاص من ذرية مبارك الكبير ليبايع المجلس أحدهم وليا للعهد.

## اختيار ولي العهد في الدول العربية

### الأردن
حسب الدستور الأردني فإن العرش هو وراثي بأسرة الملك عبد الله الأول بن الحسين وبين الأبناء الذكور، وينص الدستور على انتقال الحكم من الملك إلى أكبر أبنائه، وإن توفي أكبر الأبناء قبل أن يتولى العرش فإن ولاية العهد تنتقل إلى أكبر أبناء الأمير المتوفى حتى إن كان للملك أبناء آخرين، إلا أن بتعديل أدخل على الدستور عام 1965 أتيح للملك اختيار أحد أخوته لولاية العهد على أن تنتقل ولاية العهد عند تولي الأمير الحكم إلى أكبر أبنائه. ويشترط فيمن يتولى الملك (وبالتالي ولاية العهد قبلها) أن يكون مسلمًا عاقلًا ومولودًا من زوجة شرعية ومن أبوين مسلمين.

### الإمارات
يختلف الوضع في الإمارات عن غيره من الدول على الرغم من أن يحكمه أسر حاكمة وذلك كونه نظام اتحادي مكون من اتحاد سبعة إمارات، لذلك فإن هناك مجلس أعلى للاتحاد هو من ينتخب الرئيس ونائب الرئيس، لذلك فإن وجود نائب الرئيس لا يعطيه الأحقية بأن يتولى الرئاسة في حال وفاة الرئيس ما لم ينتخبه المجلس الأعلى للاتحاد. وقد حصلت هذه الحادثة بعد وفاة الشيخ زايد بن سلطان آل نهيان، حيث أن نائب الرئيس حينها الشيخ مكتوم بن راشد آل مكتوم بقي نائبًا للرئيس وتم انتخاب الشيخ خليفة بن زايد آل نهيان رئيسًا للدولة.
إلا أن من جانب آخر فإن الأسر الحاكمة لكل إمارة من الإمارات السبع يوجد لديها ولي عهد لحاكم الإمارة يتولى الحكم حال ما يعلن عن وفاة الحاكم، وفي الغالب فإن ولي عهد الحاكم يكون ابن الحاكم.
جدول يبين صله القرابة بين حاكم الإمارة وولي العهد
| الإمارة          | الصله       | ولي العهد                            |
| ---------------- | ----------- | ------------------------------------ |
| إمارة أبوظبي     | ابن         | الشيخ خالد بن محمد بن زايد آل نهيان  |
| إمارة دبي        | ابن         | الشيخ حمدان بن محمد بن راشد آل مكتوم |
| إمارة الشارقة    | أبناء عمومه | الشيخ سلطان بن محمد بن سلطان القاسمي |
| إمارة رأس الخيمة | ابن         | الشيخ محمد بن سعود القاسمي           |
| إمارة عجمان      | ابن         | الشيخ عمار بن حميد النعيمي           |
| إمارة الفجيرة    | ابن         | الشيخ محمد بن حمد بن محمد الشرقي     |
| إمارة أم القيوين | ابن         | الشيخ راشد بن سعود بن راشد المعلا    |

### البحرين
حسب الدستور البحريني فإن الحكم وراثي انتقل من الشيخ عيسى بن سلمان آل خليفة إلى أكبر أبنائه الشيخ حمد بن عيسى آل خليفة وينتقل بعده لأكبر أبنائه، وهكذا طبقة بعد طبقة من الأب للابن الأكبر، إلا إذا عين الملك في حياته ابن آخر من أبنائه غير الابن الأكبر. وهذا يعني أن ولي العهد يكون دومًا ابن الملك.

### السعودية
حسب الفقرة (ب) من المادة الخامسة من النظام الأساسي للحكم فإن الحكم يكون في أبناء الملك عبد العزيز آل سعود وأبناء أبنائه، على أن يختار الملك ولي العهد بأمر ملكي ويعفيه بأمر ملكي أيضًا. وفي عام 2006 أصدر الملك عبد الله بن عبد العزيز نظام جديد لاختيار ولي العهد وهو هيئة البيعة والمشكلة من أبناء وأحفاد الملك عبد العزيز آل سعود، وبين نظام الهيئة في المادة السابعة فقرة (أ) على أن الملك يختار بعد توليه الحكم وبعد التشاور مع أعضاء الهيئة واحد أو اثنين أو ثلاثة ممن يراه مناسبًا لولاية العهد، وعلى الهيئة اختيار واحد من هؤلاء بالتوافق لتتم تسميته وليًا للعهد، وفي حالة عدم ترشيحها لأي منهم فعلى الهيئة ترشيح من تراه مناسبًا لولاية للعهد، وفي حالة عدم موافقة الملك على ترشيح الهيئة، تقوم الهيئة بعملية تصويت بين من رشحته والآخر يختاره الملك، وتتم بعد ذلك تسمية الحاصل على أكثر الأصوات وليًا للعهد.

### سلطنة عمان|عُمان
على الرغم من أن عُمان دولة سلطانية والحكم فيها وراثي، إلا أنها تتميز بعدم وجود ولي للعهد، إلا أنه وحسب الدستور يتم اختيار من يتولى الحكم بعد وفاة السلطان عن طريق قيام مجلس العائلة الحاكمة خلال ثلاثة أيام من شغور المنصب السلطاني بتحديد من ينتقل إليه الحكم من ذرية السلطان تركي بن سعيد بن سلطان، وإذا لم يتفق مجلس العائلة على اختيار من يتولى الحكم يقوم مجلس الدفاع بتنصيب من أشار إليه السلطان المتوفى في رسالته إلى مجلس العائلة، ولكن ذلك تغير بعد وفاة السلطان الراحل قابوس بن سعيد وتولي ابن عمه السلطان هيثم بن طارق آل سعيد مقاليد الحكم في السلطنة، حيث اصدر السلطان هيثم بن طارق مرسوم سلطاني رقم 2021/6 بأصدار النظام الأساسي للدولة  وذلك في ذكرى الأولى لتوليه مقاليد الحكم في السلطنة الذي قضى بوضع آلية محددة ومستقرة لانتقال ولاية الحكم في السلطنة، ووضع آلية تعيين ولي العهد وبيان مهامه واختصاصاته وذلك لأول مرة في تاريخ سلطنة عمان الحديث، وبينت المادة (٥) من النظام الأساسي للدولة، أن «نظـام الحكم سلطاني وراثي فـي الذكور من ذرية السلطان تركي بن سعيد بن سلطان، وفقا لأحكام تُفيد بأن ولاية الحكم تنتقل من السلطان إلى أكبر أبنائه سنّا، ثم أكبر أبناء هذا الابن، وهكذا طبقة بعد طبقة، فإذا توفي الابن الأكبر قبل أن تنتقل إليه ولاية الحكم انتقلت إلى أكبر أبنائه، ولو كان للمتوفى إخوة». وبحسب نص المادة (٥) من النظام الأساسي للسلطنة فإن السيد ذي يزن بن هيثم آل سعيد هو أول ولي عهد في تاريخ سلطنة عمان الحديث وذلك لكونه أكبر أبناء السلطان هيثم بن طارق سلطان عمان .

### قطر
حسب الدستور القطري فإن الحكم وراثي في عائلة آل ثاني وفي ذرية حمد بن خليفة آل ثاني من الذكور، ويكون اختيار ولي العهد من بين أبناء الأمير بدون تحديد ترتيبه من بين الأبناء، إما إذا لم يكن للأمير أبناء ذكور فإن ولاية العهد تنتقل إلى من يسميه الأمير وتكون الوراثة بعد ذلك في ذرية ولي العهد. ويشترط في ولي العهد المختار أن يكون مسلم ومن أم قطرية مسلمة.

### الكويت
حسب المادة الرابعة من الدستور الكويتي فإن الحكم وراثي بذرية الشيخ مبارك الصباح، ويجب على الأمير بعد توليته مسند الإمارة أن يرشح شخصا من ذرية الشيح مبارك الكبير خلال سنة على الأكثر من توليه الحكم، ويعرض اسم المرشح الذي تنطبق عليه الشروط الدستورية على مجلس الأمة، ويجب أن يوافق المجلس بأغلبية الأعضاء الذين يتألف منهم المجلس على اسم المرشح لولاية العهد، وإذا لم يحصل المرشح لولاية العهد على الأغلبية المطلوبة تعين على الأمير حسب نص المادة الرابعة من الدستور أن يقوم بتزكية ثلاثة على الأقل ممن تنطبق عليهم الشروط ويقوم مجلس الأمة بمبايعة أحدهم وليًا للعهد. ويشترط بمن يكون وليًا للعهد أن يكون رشيد وعاقل ومسلم وابن شرعي لأبوين مسلمين وأن لا يقل عمره يوم مبايعته عن ثلاثين سنة ميلادية كاملة.

### المغرب
حسب الدستور المغربي فان العرش ينتقل إلى الابن الذكر الأكبر سنًا من ذرية الملك، فعلية يكون الأبن الأكبر سنًا هو ولي عهد والده الملك، وما عدا ذلك إذا عين الملك أثناء حياته ابنًا آخر من أبنائه غير الولد الأكبر سنًا وليًا للعهد. وفي حالة لم يكن للملك ابن ذكر فولاية العهد تنتقل إلى أقرب أقرباء الملك من جهة الذكور.

## قائمة أولياء العهود
ما يلي قائمة بأولياء العهود الحاليين في عدد من دول العالم
| الدولة          | ولي العهد                                      |
| --------------- | ---------------------------------------------- |
| الأردن          | الأمير الحسين                                  |
| إسبانيا         | الأميرة ليونور                                 |
| البحرين         | الأمير سلمان بن حمد آل خليفة                   |
| بروناي          | الأمير المهتدي بالله البلقيه                   |
| بلجيكا          | الأميرة إليزابيث                               |
| الدنمارك        | كريستيان أمير الدنمارك                         |
| السعودية        | الأمير محمد بن سلمان بن عبد العزيز آل سعود     |
| السويد          | الأميرة فيكتوريا                               |
| قطر             | عبد الله بن حمد بن خليفة آل ثاني (نائب الأمير) |
| الكويت          | صباح الخالد الحمد الصباح                       |
| لوكسمبورغ       | الأمير جيولايم                                 |
| ليختنشتاين      | الأمير ألويز                                   |
| المغرب          | الأمير مولاي الحسن                             |
| المملكة المتحدة | ويليام أمير ويلز                               |
| موناكو          | الأمير جاك                                     |
| النرويج         | الأمير هاكون                                   |
| هولندا          | الأميرة كاترينا أماليا                         |
| اليابان         | فوميهيتو أمير أكيشينو                          |
| عُمان            | السيد ذي يزن بن هيثم آل سعيد                   |